# A-Profitto
A-Profitto è un singolo del cantautore-rapper italiano Anastasio, pubblicato il 16 giugno 2023.

## Descrizione
Il concept del brano si basa sul gioco di parole tra la parola "approfitto" e il "mettere a profitto" qualcosa. Inoltre è il primo singolo ufficiale di Anastasio da indipendente, dopo la fine del contratto con Sony Music.